# مستشفى أطفال مصر
مستشفى أطفال مصر تم إنشاء المركز عام 1998، وذلك من أجل رعاية قلوب الأطفال والإصلاح الجراحي للعيوب الخلقيه.
قام المركز منذ انشاؤه بإجراء ما يقارب 15,000 عملية قلب مفتوح للأطفال. بلغ معدل العمليات بالمركز في السنوات الأخيرة 1400 حالة سنوياً. يضم المركز نخبة من أساتذة واستشاريي جراحة القلب من مختلف جامعات مصر. يقوم المركز بتقديم الخدمات بشكل مجاني بالكامل لجميع الأطفال من سن الولادة وحتى انتهاء سن المدرسة. تبلغ السعة الإجمالية للمركز 70 سريراً منها 22 سريراً مجهزاً بالرعاية المركزة. يحتوي المركز على ثلاث غرف للعمليات مجهزة لإجراء مختلف أنواع جراحات القلب للأطفال. يقوم المركز باستقبال 4000 مريض قلب سنوياً ما بين العمليات ولجنة القلب والمتابعات. يتضمن المركز وحدة الموجات الصوتية للقلب والتي تقوم بإجراء موجات تشخيصية بما يقارب 9000 كشفاً سنوياً.